# Сокеркино (аэропорт)
Аэропорт Кострома (Сокеркино) — аэропорт федерального значения.

## Краткая информация
На аэродроме базируются: Костромской аэроклуб ДОСААФ России и Костромское авиапредприятие. 5 июня 2014 года аэродром переведен из государственного в гражданский совместного базирования на нём самолётов и вертолётов министерства обороны России.
Выполняются регулярные пассажирские рейсы между Костромой и Санкт-Петербургом на самолётах Ан-26-100, а также чартерные рейсы на самолётах Ан-26Б и Ан-26-100.
Доехать до аэропорта можно на рейсовых автобусах (маршрут 15) и маршрутных такси (маршруты 13, 21 и 99), в том числе и прямым маршрутом от железнодорожного и автомобильного вокзалов.

## История[4]
В ноябре 1944 года для обслуживания населения и народного хозяйства в Костроме было создано авиазвено Московского авиаотряда.
6 ноября 1944 года первый самолет гражданской авиации, По-2, совершил посадку в Кострому и остался здесь на постоянное базирование. 
1 августа 1949 года Костромское авиазвено было выделено в самостоятельное отдельное подразделение.
Коллектив будущего авиапредприятия складывался из авиаторов военных лет, почти все они были участниками Великой Отечественной войны или участниками трудового фронта.
Самолеты По-2 стали применяться для помощи сельскому хозяйству, осваивались маршруты почтового кольца: через Шарью, Парфеньево, Солигалич, Кадый, Макарьев, Семеновское.
С 1954 года начались рейсовые полеты самолетов Ан-2 в Москву, Иваново, Горький, Вологодскую область. В это время шло активное сооружение аэропорта.
В 1957 году аэропорт был оснащен вертолетной техникой. Вертолеты впоследствии участвовали в санитарных рейсах, полетах по охране лесов от пожаров, патрулированиях движения плотов по рекам области, производстве аэрофотосъемки местности, оказаниях помощи энергетикам и связистам в устранении повреждений линий и во время наводнений и больших паводков.
В 1960-е годы быстрыми темпами росли объемы перевозок, сеть аэропортов местных воздушных линий, самолетно-вертолетный парк и количество летного состава. К 1962 году в отряде было уже 94 пилота. Иногда не хватало самолетов. Летом приходилось перевозить по 1300—1400 пассажиров в день.
На трассу Москва—Кострома выходит скоростной комфортабельный Як-40. Этот рейс был первый регулярный полет самолета Як-40.
С 1975 года авиаторы Костромского ОАО выходят на международные авиапросторы. В последующие годы АХР на территории ГДР осуществлялись самолетами Ан-2, и вертолетами Ми-2[уточнить].
С 1977 года в Кострому поступают комфортабельные турбовинтовые самолеты чешского производства Л-410. Воздушные трассы связали Кострому с Москвой, Ленинградом, Горьким, Воронежем, Орлом, Куйбышевом, Иваново, Саратовом, Ижевском, Казанью, Харьковом, Уфой, Рязанью, Пензой, Набережными Челнами и Череповцом.
В 1990-е годы количество работающих уменьшилось более чем в два раза. Исправность авиатехники исчислялась единицами, оборотных средств не было.
Искали объёмы работ в наиболее благополучных регионах, за границей. Вертолеты работали в Польше, самолеты Л-410 в Пакистане, Заире, в Тюменской области, а санитарная авиация спасала больных в самых отдаленных регионах костромской области.
В 2006 году предприятие акционируется. Полный пакет акций принадлежит Российской Федерации.
В этот период приобретаются первые за всю историю существования предприятия крупные пассажирские и грузо-пассажирские самолеты — Ан-26. Возобновляется регулярное сообщение с Москвой, Санкт-Петербургом, городом-курортом Анапой. Предприятие также продолжает эксплуатировать самолеты Ан-2 и вертолеты Ми-2. Они продолжают обслуживать санитарную авиацию, лесоавиационные работы, полеты на местных воздушных линиях.
Весной 2010 года Указом Президента Российской Федерации акции Костромского авиапредприятия переданы в государственную собственность Костромской области.

## Показатели деятельности
| год        | 2014   | 2015 | 2016 | 2017 | 2018 | 2019 |
| пассажиров | 10 028 | 7727 | 8601 | 7357 | Н/Д  | Н/Д  |
| Источники: |        |      |      |      |      |      |

## Маршруты
| Авиакомпания                | Пункт назначения | Самолет |
| --------------------------- | ---------------- | ------- |
| Костромское авиапредприятие | Санкт-Петербург  | Ан-26   |

## Принимаемые типыВС
Ан-24, Ан-26, Ан-28, Л-410, Як-40 и более лёгкие, вертолёты всех типов. Классификационное число ВПП (PCN) 16/F/D/X/T.

## Ближайшие аэропорты в других городах
- Туношна (Ярославль) (58 км)
- Кинешма (77 км)
- Иваново-Южный (95 км)
- Староселье (Рыбинск) (128 км)
- Вологда (177 км)